# Marco Domínguez
Marco Leonel Domínguez Ramírez (Montreal,Quebec 25 de febrero de 1996) es un futbolista canadiense de ascendencia guatemalteca que se desempeña como Centrocampista del CSD Municipal  y de la Selección de fútbol de Guatemala.

## Trayectoria

### FC Montreal
Domínguez comenzó su carrera juvenil con Braves d'Ahuntsic, donde jugó durante seis años antes de unirse a la Academia del Montreal Impact en 2013. El 13 de marzo de 2015, se unió al FC Montreal, club afiliado en la USL del Montreal Impact, para su inauguración. Hizo su debut profesional el 14 de mayo en la primera victoria del club en su historia, derrotando al Charleston Battery 1-0. Al concluir la temporada 2016 de la USL , el FC Montreal cesaría sus operaciones después de 2 temporadas. 

### FC Cincinnati
En enero de 2017, FC Cincinnati anunció que habían fichado a Domínguez para la temporada 2017 de la USL, al finalizar la temporada, FC Cincinnati anunció que no ejercerían su opción de retenerlo.

### Antigua GFC
El 4 de mayo de 2018 Domínguez firmó con Antigua GFC de la Liga Nacional. En enero de 2022 salió a préstamo al Club Al-Yarmouk de la liga de Kuwait.

### Selección
Por nacimiento y descendencia, Domínguez es elegible para jugar para Canadá, República Dominicana y Guatemala, realizó su debut con este último el 4 de marzo de 2020 en una derrota por 0-2 en un amistoso ante Panamá, Domínguez fue miembro de la selección canadiense Sub-17 que compitió en el Campeonato Sub-17 de la CONCACAF de 2013 y en la Copa Mundial de Fútbol Sub-17 de 2013.

## Clubes
| Club          | País           | Año           |
| ------------- | -------------- | ------------- |
| FC Montreal   | Canadá         | 2013- 2016    |
| FC Cincinnati | Estados Unidos | 2017- 2018    |
| Antigua GFC   | Guatemala      | 2018- 2022    |
| Al-Yarmouk    | Kuwait         | 2022-presente |